# ヴォイスミュージアム
ヴォイスミュージアムは富山県小矢部市下中137番地にかつて存在した博物館である。

## 概要
創立者で、2009年7月に亡くなった藤原幸雄が収集、また藤原自身が修理・復元したエジソン蓄音機やラジオ・テレビなど3000点余りを展示している。エジソンの肉声や蓄音機の音色も聴くことができる。後にご子息に所有権が移ったが、展示は行われておらず実質閉館状態となっている。

## 交通
- あいの風とやま鉄道線 石動駅およびJR西日本城端線 砺波駅から車で約10分。能越自動車道・小矢部東ICから車で3分。